# Aérodrome de Graciosa
L'aérodrome de Graciosa (en portugais : Aérodromo da Graciosa) (code IATA : GRW • code OACI : LPGR) est un aérodrome situé à 2 km à l'ouest-nord-ouest de Santa Cruz da Graciosa sur l'île de Graciosa dans les Açores.

## Situation

### Carte des aéroports portugais
| \| 30 km1:2 133 000 \| Faro Lisbonne Porto Nouvel Aéroport de Lisbonne |
| 30 km1:2 133 000                                                       |

| 30 km1:2 133 000 |

| Porto Santo Madère |

| \| 30 km1:1 849 000 \| Ponta Delgada Flores Horta Santa Maria Terceira Pico São Jorge Corvo Graciosa |
| 30 km1:1 849 000                                                                                     |

| 30 km1:1 849 000 |

## Statistiques
Pour des raisons techniques, il est temporairement impossible d'afficher le graphique qui aurait dû être présenté ici.

Voir la requête brute et les sources sur Wikidata.

## Compagnies et destinations
| Compagnies      | Destinations                               |
| --------------- | ------------------------------------------ |
| SATA Air Açores | Ponta Delgada-Jean Paul II, Terceira-Lajes |

Édité le 05/10/2019